# Catherine Chevalier
 (novembre 2024).
 (novembre 2024).
Catherine Chevalier, née en 1962 à Uccle, est une théologienne belge spécialisée dans la formation des agents pastoraux et la place des femmes au sein de l’institution ecclésiale.

## Biographie
Après une licence en histoire à l’UCLouvain (1986) et un baccalauréat canonique en théologie (UClouvain par affiliation, 1990), Catherine Chevalier a exercé entre 1990 et 2020 différentes responsabilités pastorales pour le diocèse de Malines-Bruxelles. Elle obtient un master en théologie au Centre Sèvres (1997) et soutient une thèse de doctorat à l'Institut catholique de Paris en cotutelle avec l’UCLouvain sur la formation des laïcs à l’exercice de responsabilités pastorales (2012). Depuis 2011, elle travaille au Centre de théologie pratique (UCLouvain) où elle coordonne les certificats de formation continue en théologie pastorale. Depuis 2021, elle est rédactrice en chef de la revue Lumen Vitae. Elle est actuellement professeure à l’UCLouvain et experte au sein de l’équipe de rédaction du Rapport annuel de l’Église de Belgique. Ses recherches portent sur la formation des agents pastoraux, et la place des femmes au sein de l’institution ecclésiale,.

## Publications
Catherine Chevalier est l’autrice de plusieurs ouvrages et articles, notamment en théologie pratique et en ecclésiologie. Elle a également dirigé des travaux collectifs.

### Ouvrages et collectifs dirigés
- avec Régine Habay et Martine Henao (dir.), Des femmes avec des hommes en Église : hier, aujourd’hui et demain, Cahiers Internationaux de Théologie Pratique, série "Actes" n° 25, www.pastoralis.org, novembre 2024.
- Lumen Vitae : « Où sont les femmes ? », 77, 3, 2022.
- avec Henri Derroitte, Directoire pour la catéchèse. Vademecum, Licap-Hallewijn, 2021.
- avec Jean-Patrick Nkolo Fanga (dir.), Église et bien-être partagé en Afrique. Actes du colloque régional Afrique de la SITP à Yaoundé, du 10 au 13 juillet 2019, série « Actes » n° 19, www.pastoralis.org, novembre 2020, p. 46-58.
- avec Anne Buyssechaert et al., Église et métiers. Mission, formation, compétence, Parole et Silence (Collection Theopraxis), 2018, p. 19-24 et 183-189.
- Former des laïcs pour la responsabilité ecclésiale. Enjeux théologiques et perspectives, Namur, Lumen Vitae - Crer - Novalis (Théologies pratiques n° 32), 2017, 232 p.
- avec Arnaud Join-Lambert et Axel Liégeois (dir.), Autorité et pouvoir dans l’agir pastoral, Namur, Lumen Vitae (Théologies pratiques), 2016 - en ligne dans les Cahiers Internationaux de Théologie Pratique, série "Actes" n° 20, www.pastoralis.org, juin 2021.
- avec Joël Morlet, Être catéchiste : témoigner d’une expérience. Enquêtes auprès des catéchistes en Belgique (Vicariats de Bruxelles et du Brabant wallon) et en France (Diocèses de Nanterre et Créteil), Namur, Lumen Vitae (Pédagogie catéchétique n° 32), 2015, 194 p.
- Entre doctrine et expérience croyante. La formation chrétienne des adultes du Concile à nos jours, Bruxelles, Lumen Vitae (Les fondamentaux n° 5), 2014.